# Bodilus buxeipennis
Bodilus buxeipennis är en skalbaggsart som beskrevs av Edgar von Harold 1871. Bodilus buxeipennis ingår i släktet Bodilus och familjen Aphodiidae. Inga underarter finns listade.